# Paul Ridder
Paul Ridder (* 5. September 1942 in Bielefeld) ist ein deutscher Psychologe und Soziologe, Dozent und Autor.

## Leben
Paul Ridder studierte Soziologie und Ökonomie mit Abschluss Diplom-Soziologe an der Westfälischen Wilhelms-Universität in Münster bei Niklas Luhmann und Helmut Schelsky. Anschließend promovierte er zum Dr. phil. bei Arnold Gehlen an der RWTH Aachen. Nach dem Zweitstudium der Psychologie an der Universität München diplomierte er in klinischer Psychologie. Schließlich habilitierte sich Ridder für Allgemeine Soziologie an der Universität Konstanz. Antrittsvorlesung über „Die Sprache des Schmerzes“. Es folgte die Ernennung zum Privatdozenten.

## Hochschullehrer
Wissenschaftlicher Assistent am Institut für Hygiene und Arbeitsmedizin der RWTH Aachen bei H.J. Einbrodt zur Erforschung der sozialen Rolle des Fremden, insbes. Gastarbeitern. Als Research Fellow forschte Ridder ein akademisches Jahr mit J. K. Myers an der Yale University, New Haven, Conn. USA, über Methoden zur empirischen Analyse der Patientenkarriere. Er setzte seine Ausbildung fort in Kinderpsychotherapie am Eastern Pennsylvania Psychiatric Institute in Philadelphia, Pennsylvania (USA) bei Ivan Boszormenyi-Nagy und an der Philadelphia Child Guidance Clinic (PCGC) bei Salvador Minuchin.
Paul Ridder wurde wissenschaftlicher Assistent an der Universität Konstanz. Ein großes empirisches Forschungsprojekt zur sozialen Rolle des Patienten im Krankenhaus ermöglichte die Robert Bosch Stiftung. Historische Untersuchungen zur Geschichte der Schmerzdefinition unterstützte die Schmeil-Stiftung. Nach einem Lehrauftrag für Sozialmedizin an der Medizinischen Fakultät der RWTH Aachen folgte 1982 die Lehrstuhlvertretung von Niklas Luhmann an der Universität Bielefeld, 1995 eine Gastprofessur für Gesundheitspolitik, sowie 1996 die Vertretungsprofessur für Gesundheitspolitik an der Universität Kassel. Zusammenarbeit mit Thomas Luckmann in Konstanz und Heinrich Schipperges in Heidelberg. Auch wirkte Ridder als Gutachter für öffentliche Institutionen wie das Bundesgesundheitsministerium, in der Öffentlichkeitsarbeit für Pharmafirmen, in der Soziologischen Beratung von Ärzteverbänden wie als Publizist und Verleger. Umfangreiche Publikationstätigkeit, Kolumnen und wissenschaftliche Werke zu den Sozialwissenschaften sowie zum breiten Spektrum der Gesundheitswissenschaften.

## Werke
Theoretische, empirische und kulturhistorische Arbeiten zu Soziologie, Sozialpsychologie und Kulturanthropologie mit dem Arbeitsschwerpunkt Gesundheitssystem und Gesundheitspolitik standen im Zentrum. Die Auseinandersetzung mit der Theorie sozialer Systeme i. e. S. erfolgte in drei Phasen: (1.) Weiterentwicklung der funktionalen Analyse zu einer Methodologie sozialer Prozesse (2.) Einführung der dynamischen Analyse in die Systemtheorie, (3.) Weiterentwicklung der Theorie sozialer Differenzierung zu einer dynamischen Theorie der räumlichen Formbildung (Morphogenese) und (4.) erste Grundlegung praktischer Anwendung (systemische Familientherapie, 1973, 1977).
Die wissenschaftlichen Arbeiten begannen mit einer Sekundäranalyse empirischer Daten zu der sozialen Rolle des Fremden, dargestellt an der Epidemiologie von 4000 Gastarbeitern aus sozialmedizinischer Sicht (1972). Die theoretische Aufarbeitung folgte, im Anschluss an August B. Hollingshead und Jerome K. Myers von der Yale University sowie von Erving Goffman, mit den Analysen zur Patientenkarriere im Gesundheitssystem (1974). Das Konzept der Patientenkarriere wurde schließlich erweitert auf die Drogenkarriere (1974) und die Schülerkarriere (1979). Eine Kohortenanalyse von Schülerkarrieren im computergestützten Unterricht lieferte die notwendigen Daten zur Einführung des digitalisierten Unterrichts in Bayern. Eine Sekundäranalyse von Longitudinaldaten 1963–70 von D. Butler / D. Stokes, Political Change in Britain, 1971, zum Wählerverhalten britischer Arbeiter führte anhand einer Kohortenanalyse nun auch den empirischen Nachweis der Verbürgerlichung von Arbeitern während ihres sozialen Aufstiegs (1975).
Schon bald stellte sich heraus, dass die Analyse von Geschichte, Evolution, Entwicklung und Genese immer wieder ein Verschieben des sogenannten Bezugspunktes (i.S. v. Robert K. Merton) der funktionalen Analyse erforderte. Das ständige Gleiten des Fixpunktes auf einer Skala der Abstraktion wurde von N. Luhmann stillschweigend vollzogen und durch Leerformeln verschleiert. Als oberster Bezugspunkt von Bestand und Entwicklung einer Gesellschaft galt in der europäischen Tradition die „Große Gesundheit“ (vgl. Gesund mit Goethe).
Funktionale Analysen liefern lediglich Deutungen (e.g. von „Struktur“ u. „Prozeß“), deren empirischer Nachweis noch zu leisten ist. J. Habermas in einer Debatte mit N. Luhmann hatte daher einen „historischen Funktionalismus“ gefordert. Aus phänomenologischer Sicht blieb die Wahl eines Bezugspunktes, die ja nicht aus dem Inneren des Systems selber stammte, immer exterior. Das damit entstehende methodologische Problem wurde gelöst durch die Beobachtung von Wanderung und Umwandlung einer Prüfsonde in historischen Prozessen. (Messung sozialer Prozesse) Dieser Ansatz half zugleich anhand der mathesis universalis, die Geschichte des Systembegriffs seit der Antike zu identifizieren.
In empirischen Analysen entwickelte sich ein grundsätzlich prozessuales Verständnis sozialer Sinn-Systeme: „Historischer Funktionalismus“ (1972), Dynamische Analyse der „Bewegung sozialer Systeme“ (1974) und „Messung sozialer Prozesse“. (1976) Eine teilnehmende Beobachtung von Interaktionen konnte die Prozesse therapeutischer Wirkung in der Familientherapie (1973, 1977) erstmals nachweisen. Die Eignung jener Methodologie erwies sich in einer großangelegten Studie zur sozialen Rolle des Patienten als klinischer Fall in der Organisation des Krankenhauses (fünf selbstentwickelte Fragebögen, speziell für Patienten, Pfleger, Stationsleiter, Ärzte, Verwaltungsfachleute, 1.100 Befragte in 110 Krankenstationen (i.e. echte Sozialsysteme) im Allgemeinen Krankenhaus und zum Vergleich auch in der Psychiatrischen Krankenversorgung, 1980). Die Prozesse der Bearbeitung eines klinischen Falls in der sozialen Organisation des Krankenhauses („Patient im Krankenhaus“, 3 Bde.: Die Trauer des Leibes, Die Teilung der Arbeit, Materialien und Statistiken.) zeigte die empirische Brauchbarkeit des Ansatzes.
Der prozessuale Ansatz zur Systemanalyse bewährte sich auch in historischen Analysen zur Kulturgeschichte (i.S. der Kulturanthropologie (A. Gehlen, H. Plessner) mit Hilfe der Prüfsonde „Proportion“ („Schön und gesund: Das Bild des Körpers in der Geschichte“)). Die Proportionen pythagoreischer tetraktys erschlossen den Platonismus in der Kulturgeschichte („Musik für Leib und Seele“, „Sonette gegen Liebesschmerz“, „Auf deinen Schwingen, Freude! Zur Geschichte seelischer Gesundheit“). Die Eignung der Methode zeigte sich in weiteren historischen Analysen: Morphogenese einer Hierarchie („Prozesse sozialer Macht“) oder Prozesse der Machtschöpfung („Die Falschmünzer. Vom Aufstieg des NS-Regimes“) ebenso wie bei Untersuchungen über die Differenzierung der Berufe im Gesundheitssystem (Hierarchiebildung bei Chirurgen und Apothekern), der Nationenbildung in Europa (Das soziale System des Petrarkismus in der Geschichte Europas, Patria in Europa), die soziale Konstitution erlebter Wirklichkeit bei Festveranstaltungen (F. Hölderlin zur Genese feierlicher Wirklichkeit).
In der symbolischen Kommunikation zwischen dem sozialen, politischen und kulturellen System erwies sich der Schmerz, wie die anderen symbolischen Medien der Kommunikation (Einfluss, Macht, Geld), als eine weitere Kontrollsprache („Die Sprache des Schmerzes“), die in zweitausend Jahren das evolutionäre Zentrum des Gesundheitssystems bildete („Im Spiegel der Arznei. Sozialgeschichte der Medizin“; „Kinetische Analyse historischer Prozesse. Modellfall Gesundheitssystem“).
Die Funktionsbedingung eines jeden symbolischen Mediums ist seine Legitimierung, sie konnte für den Schmerz nachgewiesen werden (Wohltätige Herrschaft: Philanthropie und Legitimation in der Geschichte des Sozialstaats). Das Herstellen solcher Verbindlichkeit sichert auch den Bestand des Gesundheitssystems in der Gesellschaft („Bezahlbare Gesundheit“).
Untersuchungen über die „Heitere Gelehrsamkeit“ und über die „Entlarvende Aufklärung“ am Beispiel der Sozialgeschichte der Aphrodisiaka erweitern den Anschluss an die Philosophische Kulturanthropologie.

## Schriften
- zus.m.al., N. Luhmann, Systemtheoretische Vorlesungen (2024)
- Auch hier ist Arkadien. Lebensbund korporierter Studenten (2018)
- Bezahlbare Gesundheit. Der Streit um die Gesundheitsreform (2011)
- Das Sichtbare und das Verborgene. Das Apothekerbild im Spiegel der Literatur (2010)
- Sonette gegen Liebesschmerz: Bibliotherapie in der Medizingeschichte (2008)
- Musik für Leib und Seele: Musiktherapie in der Medizingeschichte (2006)
- Auf deinen Schwingen, Freude! Die Geschichte seelischer Gesundheit (2004)
- Wohltätige Herrschaft: Philanthropie und Legitimation in der Geschichte des Sozialstaats (2002)
- Der wahre Charakter des Apothekers. Zur Geschichte der Heilberufe (2000)
- Die Sprache der Ethik als Kunst der Verstellung. Moralische Grundlagen ärztlicher Autorität (1997)
- Schön und gesund. Das Bild des Körpers in der Geschichte (1996)
- Gesund mit Goethe. Die Geburt der Medizin aus dem Geist der Poesie (1995)
- Chirurgie und Anästhesie. Vom Handwerk zur Wissenschaft (1993)
- Im Spiegel der Arznei. Sozialgeschichte der Medizin (1990)
- Einführung in die medizinische Soziologie (1988)
- Patient im Krankenhaus (3 Bde.): Die Trauer des Leibes; Die Teilung der Arbeit; Materialien und Statistiken  (1980)
- Prozesse sozialer Macht. Bindende Entscheidungen in Organisationen (1979)
- Die Sprache des Schmerzes (1979)
- zus.m. Werner Lorbeer: Computer in der Schule? Medienwirkung und Schülerkarriere. R. Oldenburg, München (1979)
- Prozess und Dynamik der Familientherapie (1977)
- Die Patientenkarriere. Von der Krankheitsgeschichte zur Krankengeschichte (1974)
- Belastung und Entlastung: die Pathogenese der sozialen Rolle des Fremden (1972)
- Historischer Funktionalismus, in: Zeitschrift für Soziologie, 1(1972), S. 333–352
- Messung sozialer Prozesse, in: Soziale Welt, 27 (1976), S. 144–161
- Kinetische Analyse historischer Prozesse: Modellfall Gesundheitssystem, in: Historical Social Research (HSR), 25.1(2000), S.49-73
- Die Falschmünzer: Die NS - Machtergreifung von 1930 bis 1933, 2013, in: www.researchgate.net
- Mythos Mozart, in: Die Tonkunst. Magazin für klassische Musik und Musikwissenschaft, 5 (2011), Nr.1, S. 63-66
- Veränderungen im Antlitz des Charles Baudelaire, in: lendemains.  Etudes comparées Sur la France, 39 (2014), Nr. 156, S. 119-130
- Ein Bildnis des unbekannten Heinrich v. Kleist, in: Heinrich v. Kleist Michael Kohlhaas, hgg., Anm., Nachwort v. Helmut Landwehr, Stuttgart: Alfred Kröner Verlag 2017, S. 183–188
- Ein Jugendbildnis von Felix Mendelssohn Bartholdy, in: Archiv für Musikwissenschaft, 79, 1 (2022), S. 2–9
- Der idealisierte Frédéric Chopin, in: Musikgeschichte in Mittel- und Osteuropa, Mitteilungen der internationalen Arbeitsgemeinschaft an der Universität Leipzig, Bd. 25 (2023), S. 203–211
- Musik und Poesie. Eine  Wende bei Robert Schumann, i. D.
- Ikonographie eines Mozart-Bildes, i.D.
- Bildnis G.F. Händel, i.D.
- Friedrich Hölderlin zur Genese feierlicher Wirklichkeit, 2020, in: www.researchgate.net
- Das soziale System des Petrarkismus in der Geschichte Europas, in: www.researchgate.net
- Der Schmerz als symbolische Steuerungssprache in der Geschichte des Gesundheitssystems, in: www.researchgate.net
- Patria in Europa, in: www.researchgate.net
- Heitere Gelehrsamkeit, in: www.researchgate.net
- mathesis universalis: Zur Geschichte des Systembegriffs, in: www.researchgate.net
- Entlarvende Aufklärung, in: www.researchgate.net